# Културни центар Пале
Културни центар Пале је установа за културу која ради у саставу општинске управе општине Пале. Објекат центра налази се у градском средишту општине. 

## Историјат центра
Културни центар Пале има изутетно занимљиву и дугу историју. Објекат, гдје је смјештен центар изграђен је 1928. године у спомен жртвама Првог свјетског рата и првобитни назив му је био Дом жртава. За вријеме комунистичке Југославије, дом је једно вријеме служио у војне сврхе као касарна. Од 1992. до 1999. године у овом објекту је била смјештена Телевизија Републике Српске. Адаптацијом просторија дана 4. септембра 1999. године, објекту је враћена првобитна намјена и Јавна установа за културу креће са организовањем културних дешавања на Палама.
Историјски гледано, овај храм културе скоро све вријеме постојања имао је богате културне садржаје. У њему су оснивана соколска и културно-умјетничка друштва, приказиване позоришне и филмске представе. У једном периоду служио је становништву Пала као школска установа гдје се стицало основно образовање. Постоји и податак да је овдје некада била смјештена стоматолошка ординација гдје је повремено као зубар из Сарајева долазио познати књижевник Исак Самоковлија.
Културни центар Пале је центар културних збивања Сарајевско-романијске регије. У недостатку позоришта, овдје се најчешће одржавају позоришне и луткарске представе прилагођене малој сцени. Редовно се приказују најзначајнија филмска остварења, сусрећу се културно-умјетничка друштва, одржавају ликовне изложбе. Културни центар је покретач и организатор неколико културних манифестација које су одавно прерасле карактер локалног значаја, као што су Конференција беба, Сабор фрулаша и етно музике, Светосавске свечаности, Дани Душка Трифуновића.
У објекту Културног центра Пале смјештени су и Народна библиотека Пале, СПКД „Просвјета“ Пале, Јавна установа „СРНА филм“, Културно-умјетничко друштво „Младост“ Пале и „Паљанске новине“.